# فرودگاه بودروم-یمسیک
فرودگاه بودروم-یمسیک (به انگلیسی: Bodrum-Imsik Airport) یک فرودگاه همگانی با کد یاتا BXN است که یک باند فرود آسفالت دارد و طول باند آن ۱۵۷۰ متر است. این فرودگاه در شهر بودروم کشور ترکیه قرار دارد و در ارتفاع ۶۲ متری از سطح دریا واقع شده‌است.